# 皮利采
50°12′24″N 23°46′38″E / 50.20667°N 23.77722°E
皮利采（烏克蘭語：Пільце），是烏克蘭西部的村莊，隸屬利維夫州的利維夫區。該村面積0.84平方公里，2001年該村落人口382，人口密度每平方公里454.76人。